# Aillant-sur-Tholon
Aillant-sur-Tholon este o comună în departamentul Yonne, Franța. În 2009 avea o populație de 1,418 de locuitori.

## Evoluția populației
| An        | 1975  | 1982  | 1990  | 1999  | 2006  | 2009  |
| --------- | ----- | ----- | ----- | ----- | ----- | ----- |
| Populație | 1,281 | 1,388 | 1,487 | 1,454 | 1,416 | 1,418 |